# 야마모토 다카히로
야마모토 다카히로(일본어: 山本 隆弘, やまもと たかひろ, 1978년 7월 12일 ~ )는 일본의 은퇴한 배구 선수로 포지션은 라이트이다. 현역 시절에 V리그의 파나소닉 팬서스 소속으로 활동했으며, 일본 국가대표팀의 일원으로도 활약했다.

## 주요 국가대표 경력
- 세계 선수권 대회 : 2002년, 2006년
- 월드리그 : 2001년, 2002년, 2003년, 2004년, 2006년
- 아시안 게임 : 2006년
- 월드컵 : 2003년
- 월드그랜드챔피언스컵 : 2001년
- 아시아 선수권 대회 : 2001년, 2003년

## 수상 경력
- 2003년 월드컵 MVP, 베스트 스코어상
- 2004년 일본 리그 베스트6상